# Rezydencja Czartoryskich na Powązkach

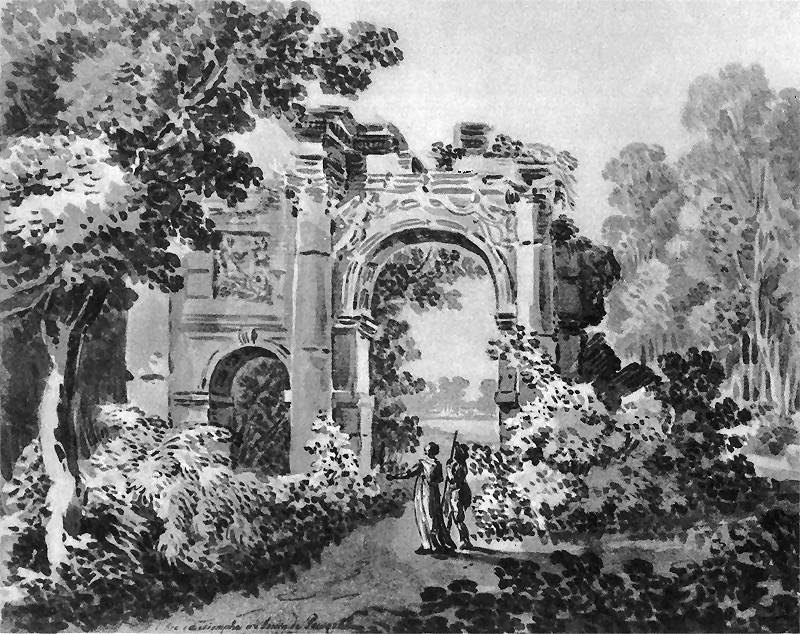
Zygmunt Vogel, Fragment ogrodu Powązki Czartoryskiej z ruinami łuku triumfalnego, ok. 1800

Rezydencja Czartoryskich na Powązkach – podmiejska rezydencja Izabeli Czartoryskiej założona w roku 1771 w podwarszawskich Powązkach. Rezydencja obejmowała park w stylu angielskim i kompleks budynków zlokalizowanych w pobliżu spiętrzonej rzeki Rudawki. Zniszczona w trakcie insurekcji kościuszkowskiej w 1794 została opuszczona przez Czartoryskich w 1796. Obecnie nie istnieje.
Teren włączono do Warszawy 1 kwietnia 1916.

## Historia
W roku 1771 dobra powązkowskie nabyli w dzierżawę Czartoryscy, którzy wcześniej korzystali głównie z warszawskiego Pałacu Błękitnego przy ul. Senatorskiej. Planowano wznieść podmiejską willę na terenie z przepływającą rzeczką, z rozległymi widokami na Warszawę i okolicę, pozwalającym na założenie ogrodu krajobrazowego o programie narzuconym przez Czartoryską. Realizację i projekt założenia zlecono architektowi Efraimowi Szregerowi, lecz autorstwo przypisuje się także Szymonowi Bogumiłowi Zugowi.
W lecie 1774 księżna Czartoryska rozpoczęła korzystanie z rezydencji, upiększając ją przez kolejne lata. Około 1775 roku powstał plan założenia sporządzony przez M. Żebrowskiego. Na planie tym pokazano staw powstały ze spiętrzenia rzeki Rudawki, a na nim dwie sztuczne wyspy oraz sieć kanałów. 
Na pierwszej z wysp zlokalizowano mieszkalne pawilony Czartoryskiej, dzieci i jej służby, a także pawilony o różnych funkcjach oraz stajnie z pomieszczeniami mieszkalnymi. Całość otoczona była parkiem krajobrazowym uzupełnionym o romantyczne ruiny. 
Na wprost wjazdu do rezydencji znajdowały się budynki mieszkalne zaprojektowane tak, że przypominały wiejskie chaty tworzące sielską wioskę. Chaty te posiadały ogródki, a wnętrza urządzone i umeblowane z niezwykłym smakiem i przepychem. Wśród tych pawilonów szczególnie okazały i ciekawy był budynek księżnej Czartoryskiej.
Szwajcarski matematyk Johann Bernoulli, tak opisywał rezydencję:

Powązki mają wygląd małej wsi, ukrytej w lasku wśród jezior i strumyków. Prócz kilku sztucznych ruin widzi się tu jedynie proste, kryte słomą, drewniane chaty. Wewnątrz jednak chatki te umeblowane są z niesłychanym wprost smakiem i przepychem

Na odwiedzających Powązki największe wrażenie wywierał domek księżnej Izabeli, a w niej w dolnej kondygnacji luksusowa łazienka. Jak pisał Bernoulli:

W ostatnim pokoju górnego piętra znajduje się ukryta nisza, w której przy pomocy specjalnego urządzenia można spuścić się do dolnego pokoju. Ten pokój – to łazienka. Ale jaka łazienka! Wanna ukryta jest w niszy pod kanapą obitą drogocenną złotą materią, ściany wyłożone są prawdziwymi kafelkami porcelanowymi najwykwintniej wymalowanymi, ze złotymi obwódkami. Naliczyłem tych kafelków około sześciuset, a pojedynczy kafelek, w co łatwo uwierzyć, kosztował dukata.

Kolejnym kompleksem budynków w rezydencji były stajnie zlokalizowane w pewnej odległości od pawilonów mieszkalnych i przypominające ruiny rzymskiego amfiteatru. Na drugiej, większej wyspie znajdował się park krajobrazowy, na który składały się drzewa, krzewy i kwietniki, a także sztuczne strumyki. Wytyczono na niej ścieżki, a wyspa połączona była mostami. Poza wyspami w skład założenia wchodziła jeszcze oranżeria otoczona regularnym ogrodem podzielonym na kwatery, młyn wodny, karczma i gotycki folwark. 
Posiadłość była zrealizowana według starannie przemyślanego projektu. Do rezydencji prowadziła prosta droga wytyczona na przedłużeniu drogi dojazdowej na majątku, prowadząc wprost przez most na wyspę z pawilonami mieszkalnymi. Na wzniesieniu dominował pawilon Czartoryskiej na zakończeniu osi widokowej. Drugą oś wytyczono poprzecznie do pierwszej i zaczynała się przed wzniesieniem z chatami i kończąc się na wyspie z parkiem. W trakcie zwiedzania założenia ścieżki prowadziły przy pawilonie księżnej, ruinach antycznych kolumn, łuku triumfalnym, amfiteatrze rzymskim, kolejnych chatkach, grocie, mostach z perspektywą na pawilon właścicielki założenia.
Rezydencja powstała w takiej formie z uwagi na chęć właścicielki harmonijnego obcowania z naturą dla siebie i swoich dzieci, zgodnie z zasadami głoszonymi przez Jana Jakuba Rousseau. Wpływ na projekt miał także ogród zbliżony w formie ozdobnej fermy opisany przez Thomasa Whately'ego w "Observations on Modern Gardening" wydanym w Londynie w 1770 roku, a zrealizowanej dla Madame Pompadour przy Petit Trianon w Wersalu w latach 1762–1764 projektu J.A. Gabriela. Całość była jednak założeniem oryginalnym i nowatorskim w skali polskiej i europejskiej. 
W końcu XVIII wieku było to bardzo modne miejsce wśród arystokracji. W Powązkach przyjmowano gości, m.in. króla Stanisława Augusta, urządzano zabawy i przedstawienia teatralne, w których występowała Izabela i jej rodzina. 
W roku 1780 miała miejsce tragiczna śmierć najstarszej córki Izabeli, Teresy. Podczas dziecięcych zabaw w Pałacu Błękitnym od ognia z kominka zajęła się jej sukienka, po trzech dniach dziewczynka zmarła na skutek poparzeń. W tym czasie Izabela była właśnie w połogu, urodzona przez nią córka Gabriela również zmarła po kilku dniach. Od tej pory dzień śmierci córki Teresy stał się dniem żałoby dla Czartoryskiej, a właścicielka nakazała przenieść jej domek na Powązkach (z nienaruszonym wyposażeniem jako pamiątkami po córce) w głąb lasu, rzadziej też odwiedzała swoją wcześniej ulubioną rezydencję.
W 1794 roku w czasie oblężenia Warszawy rezydencja została spustoszona, głównie w czasie odpierania ostatniego pruskiego szturmu 28 sierpnia przez wojska powstańcze pod dowództwem Jana Henryka Dąbrowskiego
W 1796 roku Czartoryscy sprzedali dobra Powązkowskie Władysławowi Józefowi Łaszczyńskiemu, ojcu późniejszego prezydenta Warszawy Jakuba Ignacego Łaszczyńskiego. Łaszczyński założył tu browar, zbudował karczmę, a na terenie parku zaczął urządzać zabawy ludowe.
W trakcie późniejszej parcelacji majątku Powązki powoli znikały ostatnie ślady po rezydencji Czartoryskich, wchłonięte przez późniejszą zabudowę. 
Rezydencja Czartoryskich znajdowała się na terenie na północ od Cmentarza Wojskowego, a o przeszłości przypominają jedynie nazwy ulic: Sybilli, Izabelli.

Jeszcze w latach 70. XX wieku prof. Marek Kwiatkowski zlokalizował przy ul. Dolnośląskiej 12 budynek określany jako "Czarny Dwór", a wchodzący w skład oryginalnego założenia. Budynek ten wzniesiony w stylu pseudogotyckim na planie węgielnicy posiadał basztę rozebraną około 1910 roku. Dziś w jego miejscu znajduje się pusty plac.

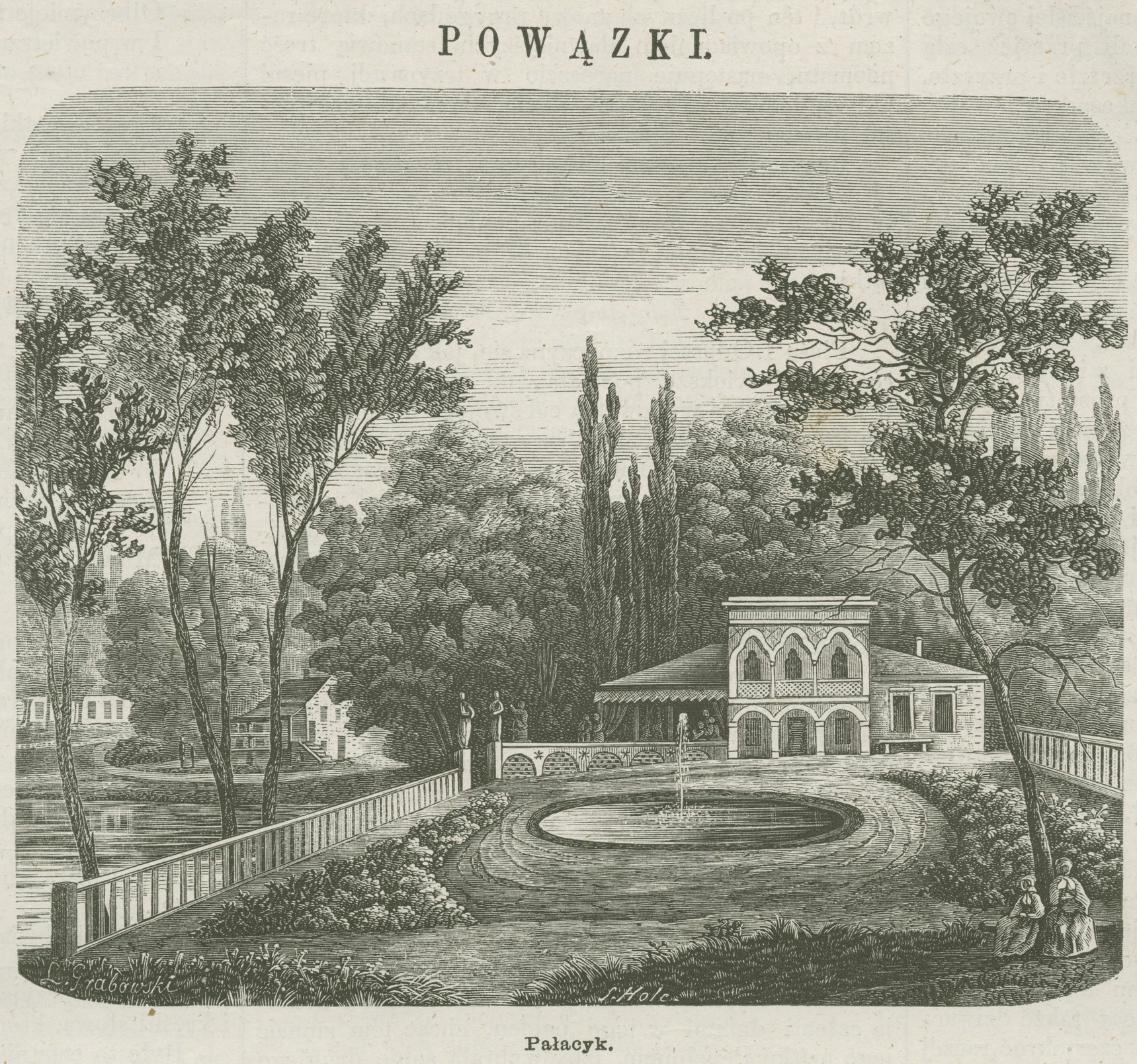
Pałacyk
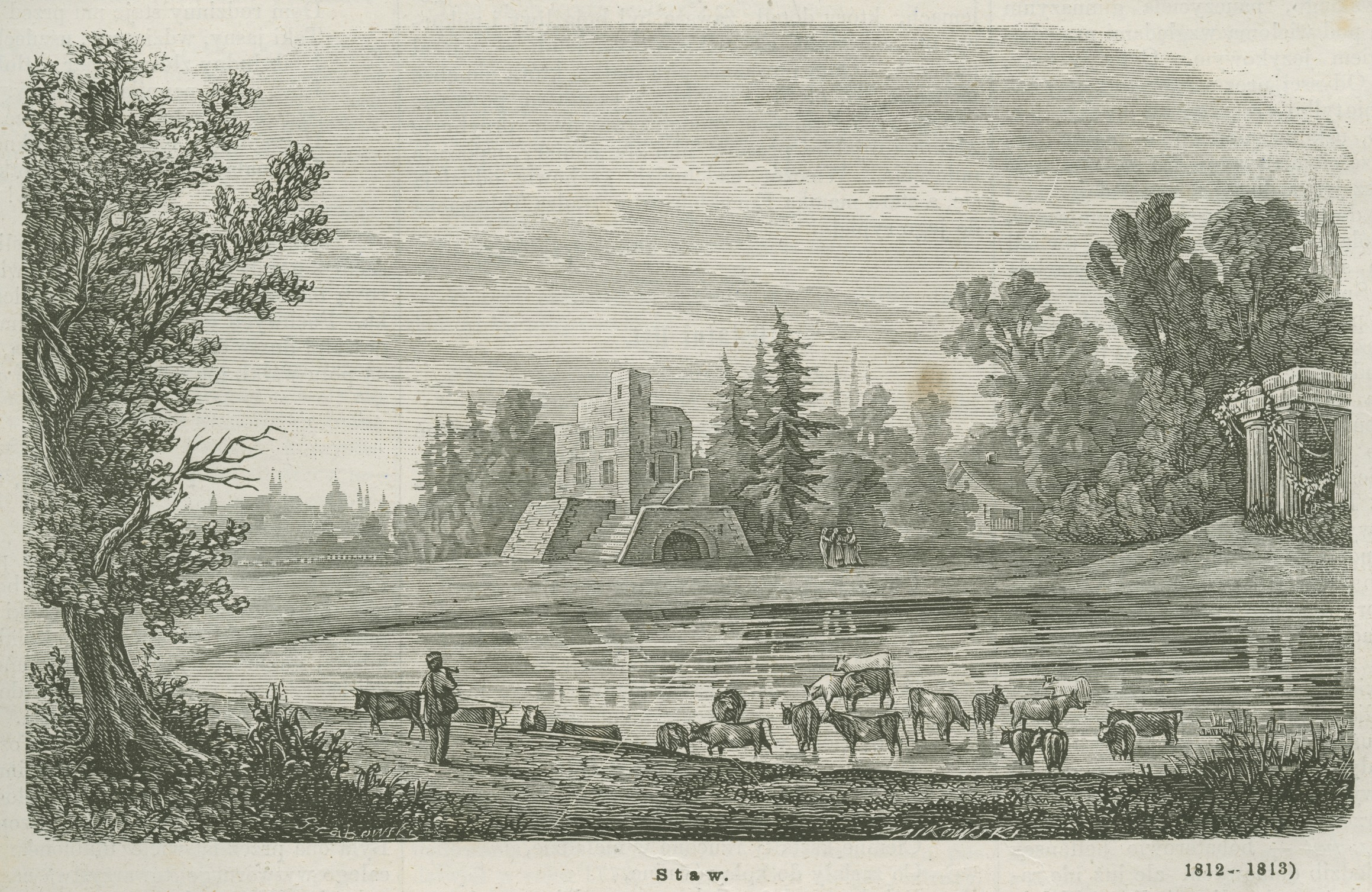
Staw
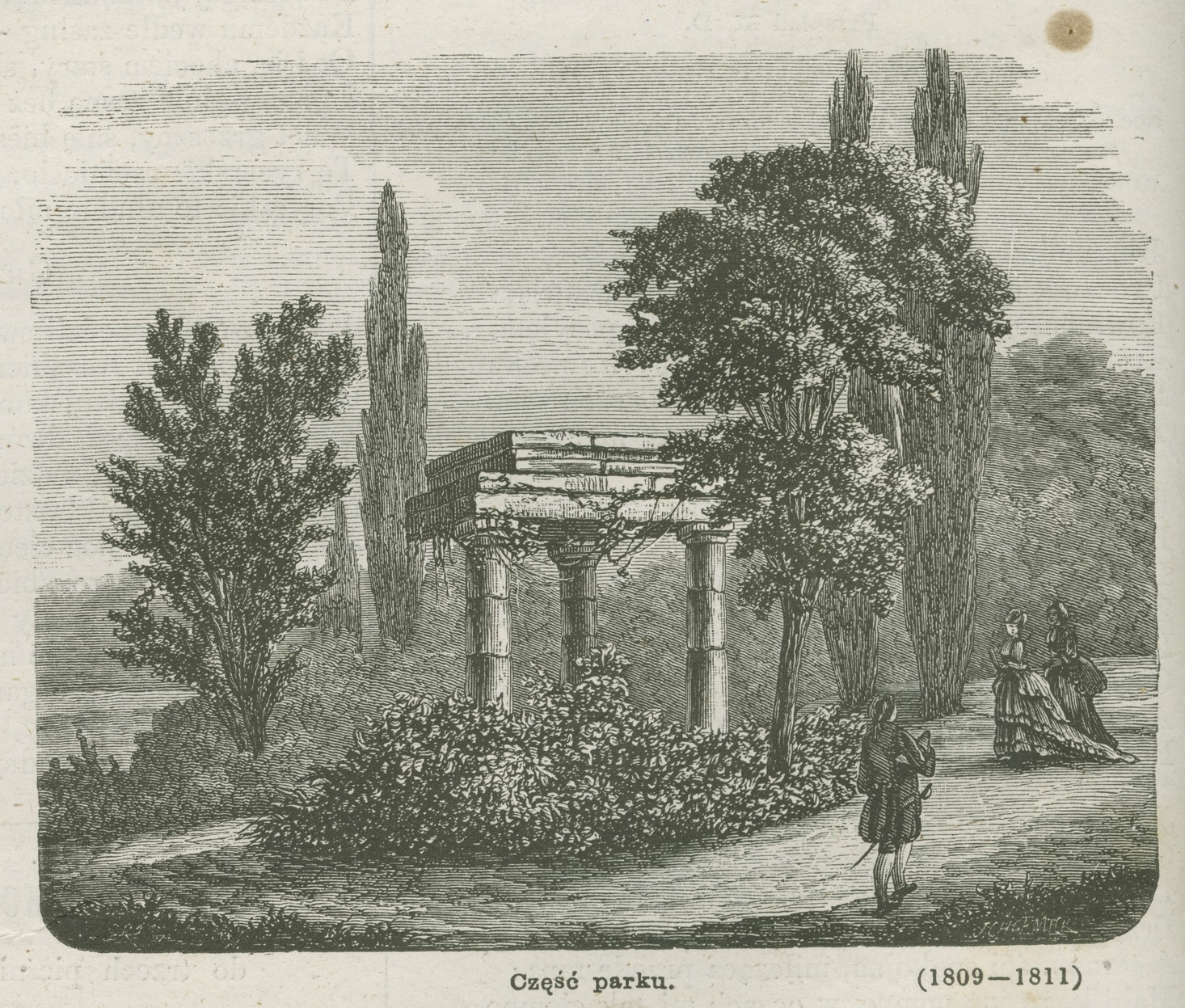
Część parku
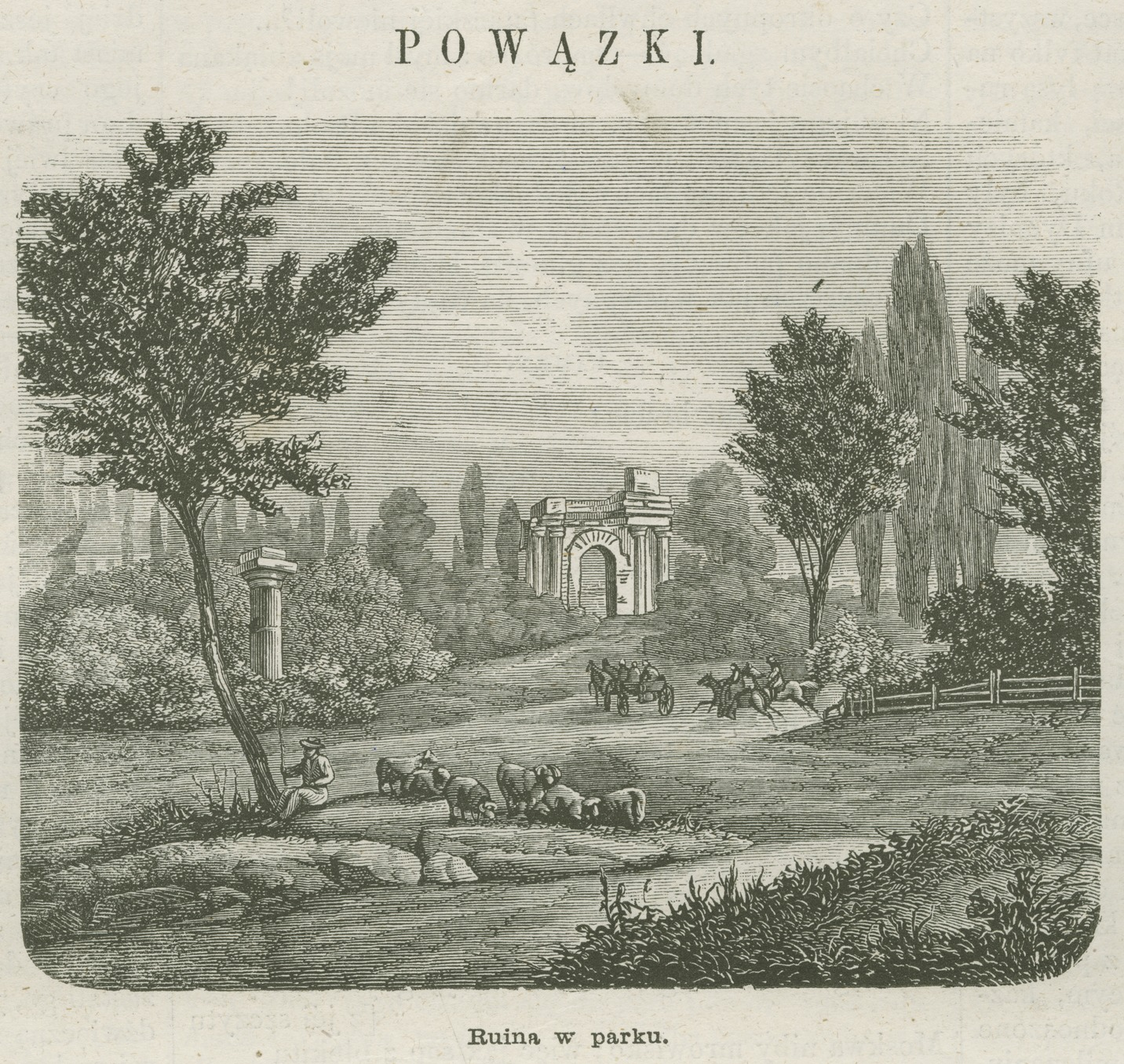
Ruina w parku
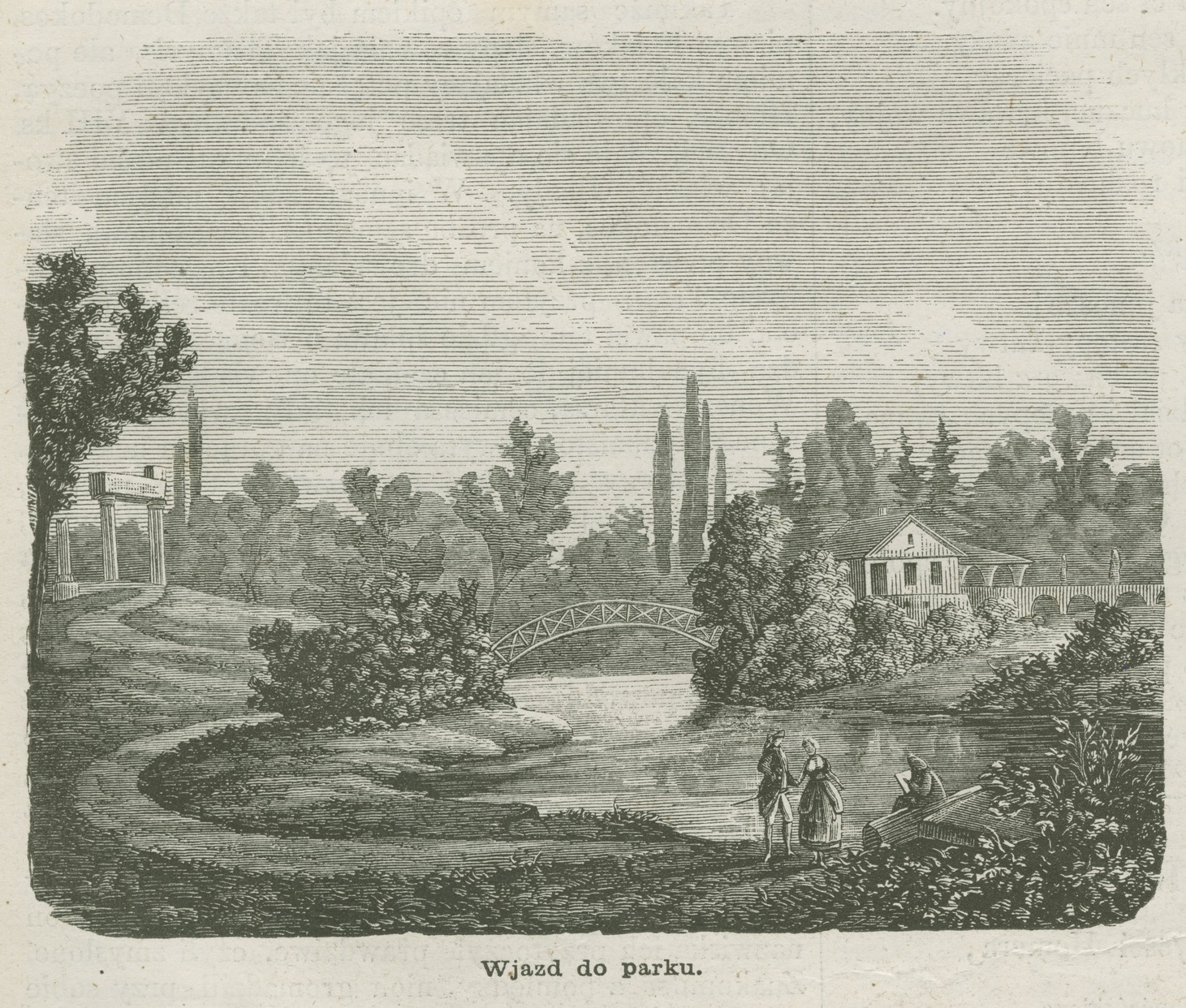
Wjazd do parku

## Powązki w kulturze
Powstanie rezydencji na Powązkach poprzedziło wątek tematyczny związany z rezydencją Czartoryskich w Puławach. Powązki stały się tematem dla ówczesnych literatów. Poezja powązkowska, rozwijająca się w kręgu dworskiego komplementu, była istotnym elementem obyczajowości i patrzenia na literaturę przez pryzmat czułej rozrywki. Nurt ten zainicjował Adam Tadeusz Naruszewicz w 1772 wierszem pt. "Powązki", następnie rezydencję odwiedzali i opisywali wierszem Ignacy Krasicki, Stanisław Trembecki (trzy utwory: epigramat, idylla i poemat opisowy), Julian Ursyn Niemcewicz, Wojciech Mier, Celestyn Czaplic, Epifani Minasowicz, Franciszek Dionizy Kniaźnin i inni.